# Noelka
Noelka – siódmy tom cyklu Jeżycjada, powieść autorstwa Małgorzaty Musierowicz, z ilustracjami autorki, wydana w 1992. Uznana za książkę roku przez polską sekcję IBBY.

## Krótko o treści
Akcja książki toczy się w ciągu jednego dnia, w wigilię Bożego Narodzenia 1991 roku. Bohaterką jest Elka Stryba, która wskutek niespodziewanego biegu wydarzeń w wigilijny wieczór podejmuje pracę jako Aniołek – towarzyszka Gwiazdora (wielkopolskiego Świętego Mikołaja) i wraz z nim chodzi po domach, wręczając dzieciom prezenty. Pozwala to jej, trochę za bardzo skupionej na sobie dziewczynie, inaczej spojrzeć na świat i swoich najbliższych. W postać Gwiazdora wciela się Tomek Kowalik, znany z książki pt. Kłamczucha. Oboje, Gwiazdor i Aniołek, przemierzają w wieczór wigilijny dzielnice Poznania w celu rozdania prezentów dzieciom. Podczas wielu odwiedzin spotykają ich różnego rodzaju przygody, które wpływają na ich spojrzenie na świat i na swoją najbliższą rodzinę. Długi wspólny wieczór pozwala im również odkryć, że choć nigdy wcześniej się nie spotkali, dobrze się rozumieją i zaczynają darzyć się sympatią.

## Bohaterowie
- Elżbieta Stryba (Elka, przez domowników nazywana Kicią, Maleńką lub Skarbem) – córka Grzegorza Stryby. Jej matka nie żyje. Elka mieszka razem z ojcem, dziadkiem Metodym oraz stryjecznym dziadkiem Cyrylem. Z racji męskiego otoczenia ma silny charakter, jest buntowniczo i dość egoistycznie nastawiona do życia, lecz w toku powieści to się zmienia.
- Florian Górski (Baltona, w dzieciństwie zwany Bobkiem lub Bobciem) - kolega Elki, w którym początkowo jest zakochana. Syn Wiesławy, kuzyn Celestyny Żak.
- Tomek Kowalik – syn Mamerta i Tosi, brat Romci i kuzyn Anieli Kowalik (Kłamczuchy). Przebrany za Gwiazdora razem z Elką wręcza dzieciom prezenty.
- Roma Kowalik – siostra Tomka.
- Grzegorz Stryba – wdowiec, ojciec Elki. Ma zamiar ożenić się drugi raz.
- Cyryl Stryba (Cyryjek) – stryj Grzegorza, stryjeczny dziadek Elki, starszy brat Metodego. To on - wraz z bratem - zajmuje się wychowaniem dziewczyny. Nigdy się nie ożenił. Od zawsze był bardziej inteligentny i wrażliwy od Metodego, jednak z powodu niskiego poczucia wartości nie potrafił wyzbyć się kompleksów wobec niego. Spośród domowników ma najlepsze stosunki z Elką.
- Metody Stryba – ojciec Grzegorza, dziadek Elki, młodszy brat Cyryla. To on - wraz z bratem - zajmuje się wychowaniem dziewczyny. Mniej inteligentny i wrażliwy od Cyryla osiągnął jednak w życiu więcej od niego z racji większej pewności siebie.
- Teresa Terpentula (przez Elkę złośliwie zwana Tarantulą) – znajoma Cyryla i Metodego z czasów ich młodości. Malarka. Była kiedyś blisko związana z Cyrylem, jednakże na skutek kłótni i zazdrości Metodego odeszła od obu braci i zniknęła z ich życia na długie lata. Postać o bardzo mocnym charakterze, cechuje ją również poczucie humoru i umiejętność cieszenia się każdym dniem życia.
- Gabriela Pyziak (z domu Borejko) – samotna matka wychowująca dwie córki: Różę (Pyzę) i Laurę (Tygryska), ukochana Grzegorza Stryby.
- Ignacy, Melania, Ida, Natalia i Patrycja Borejkowie.
- Róża (Pyza) i Laura (Tygrysek) Pyziak – córki Gabrieli Borejko.
- Aniela, Bernard, Paweł i Piotr Żeromscy.
- Marek Pałys – lekarz, narzeczony Idy
- Janina (Kreska), Maciej i Kasia Ogorzałkowie oraz prof. Czesław Dmuchawiec.
- Rodzina Żaków, Hajduków, Kołodziejów.
- Rodzina Lelujków.
- Pan Maciołka – sąsiad Strybów.